# Ponte Glienicke
A Ponte Glienicke (Glienicker Brücke) é uma ponte em Berlim que cruza o rio Havel conectando as cidades de Potsdam e Berlim. Sua construção foi concluida em 1907.

## Ponte dos Espiões
A União Soviética e os Estados Unidos utilizaram essa ponte em três oportunidades para realizar trocas de espiões capturados durante a Guerra Fria, e a ponte foi denominada como Ponte dos Espiões pela imprensa.
A primeira troca entre as superpotências ocorreu no dia 10 de fevereiro de 1962. Os Estados Unidos liberaram o espião russo Coronel 
Rudolf Ivanovich Abel em troca do piloto Francis Gary Powers capturado pela URSS em 1960. Annette von Broecker reivindica que uma intuição lhe proporcionou o posto de única testemunha ocular dessa troca.
A segunda troca foi no dia 12 de junho de 1985 foi uma troca apressada de 23 agentes americanos presos na Europa Oriental pelo agente polones Marian Zacharski e outros três agentes sovieticos presos no Ocidente.
A última troca também é a mais conhecida do grande público. Em 11 de fevereiro de 1986, o defensor dos direitos humanos e prisioneiro político Anatoly Sharansky e mais três agentes orientais foram trocados por Karl Koecher e quatro outros agentes ocidentais.
A ponte Glienicke como local de encontro para troca de prisioneiros também aparece na ficção, especialmente no filme de Harry Palmer de 1966, Funeral em Berlim, estrelado por Michael Caine, baseado em obra de mesmo nome.

## Galeria

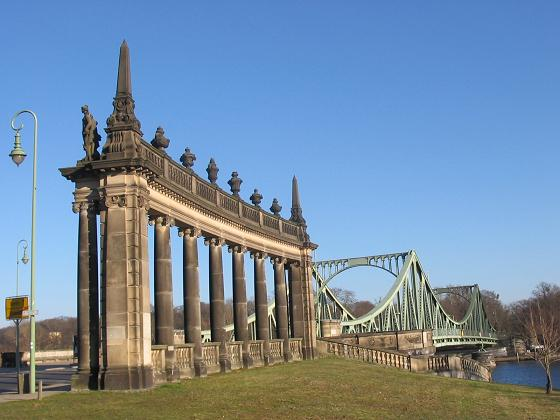
Vista de Potsdam
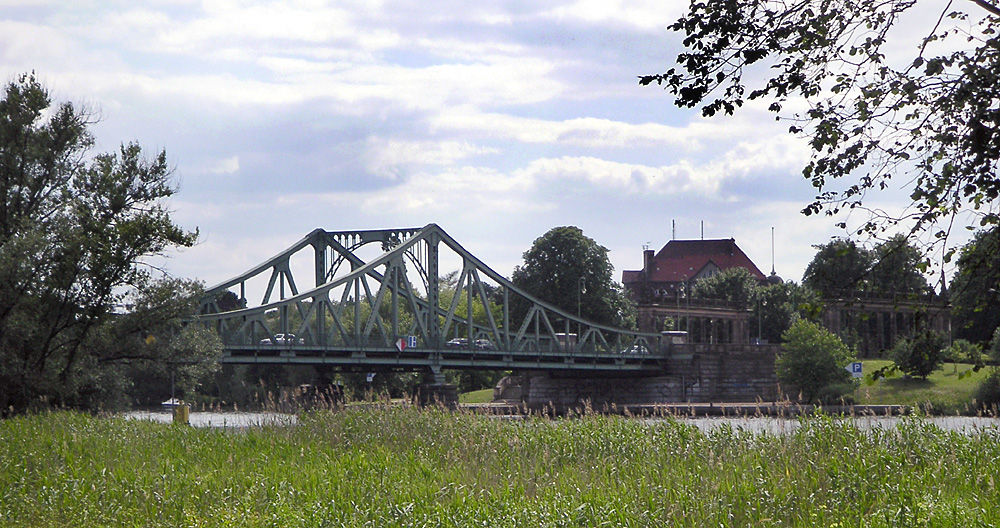
Vista de Potsdam
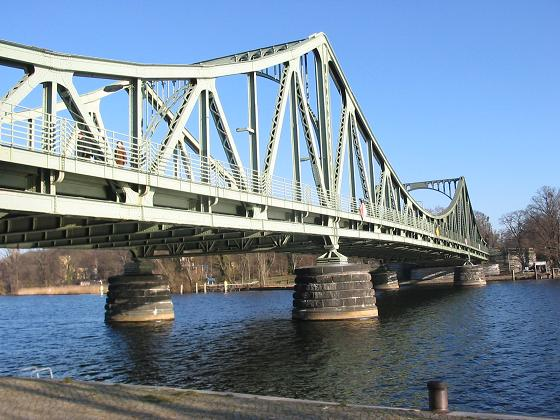
Vista de Potsdam através do Jungfernsee
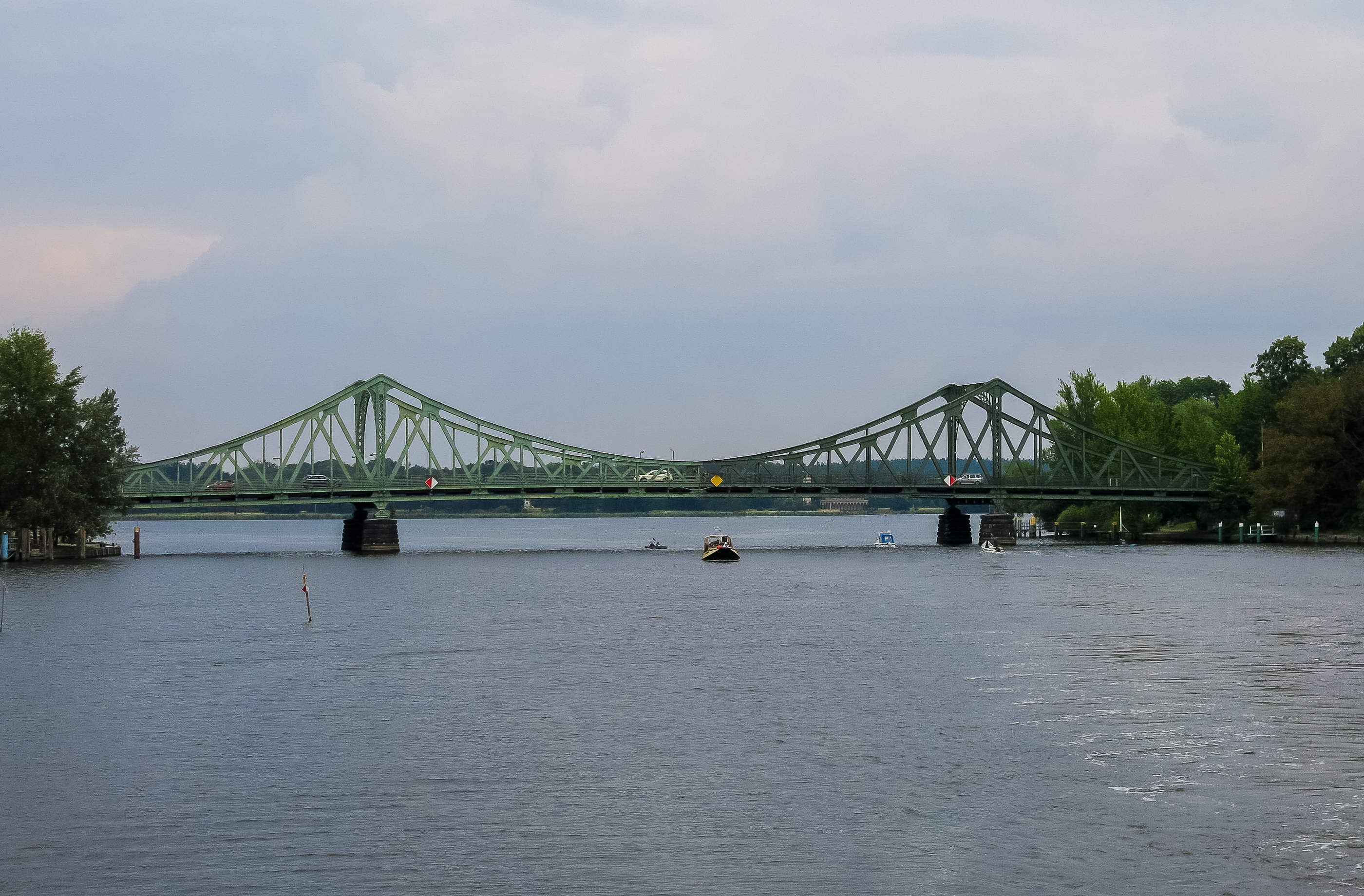
Ponte vista do navio
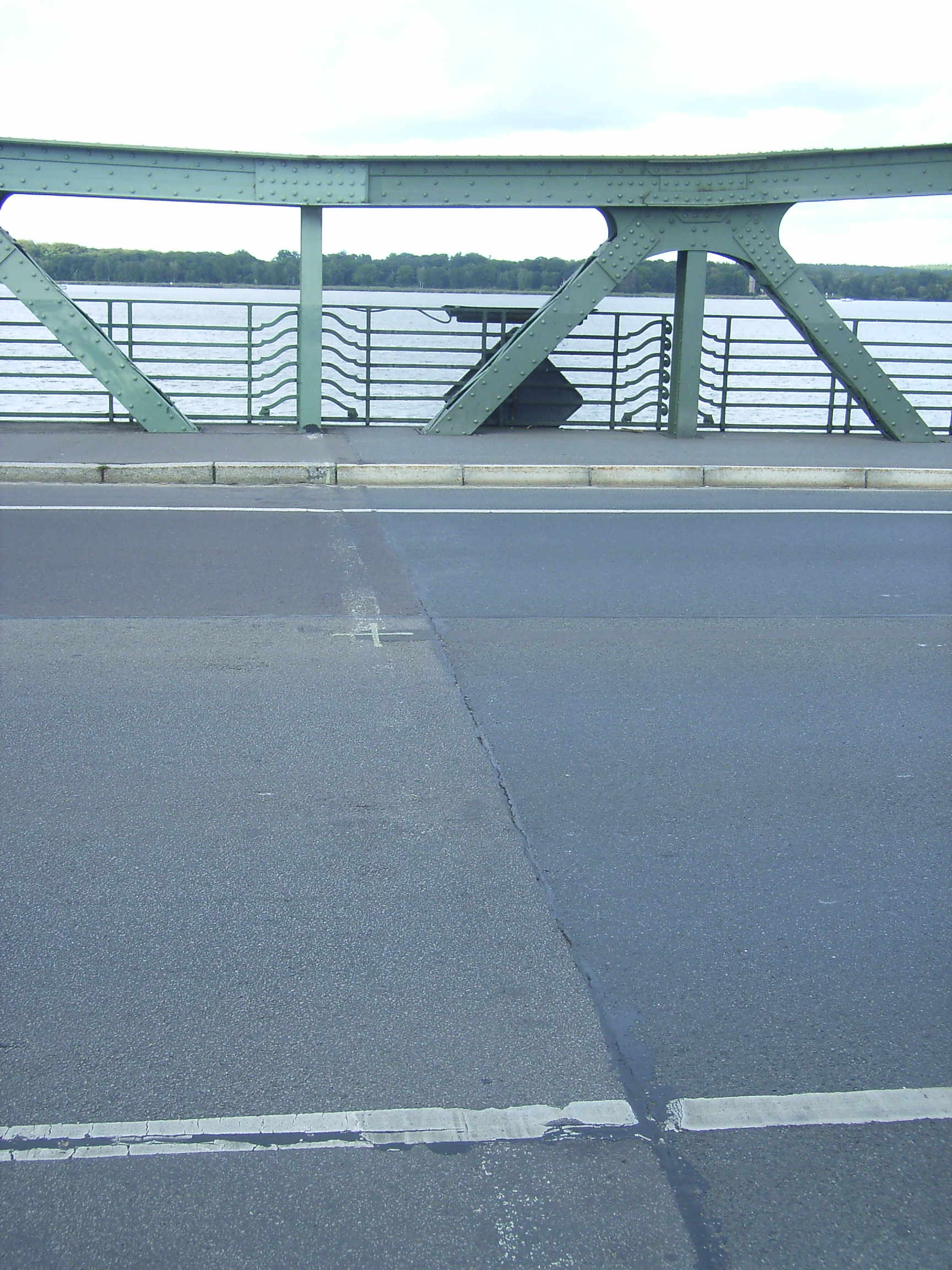
Antiga linha da fronteira
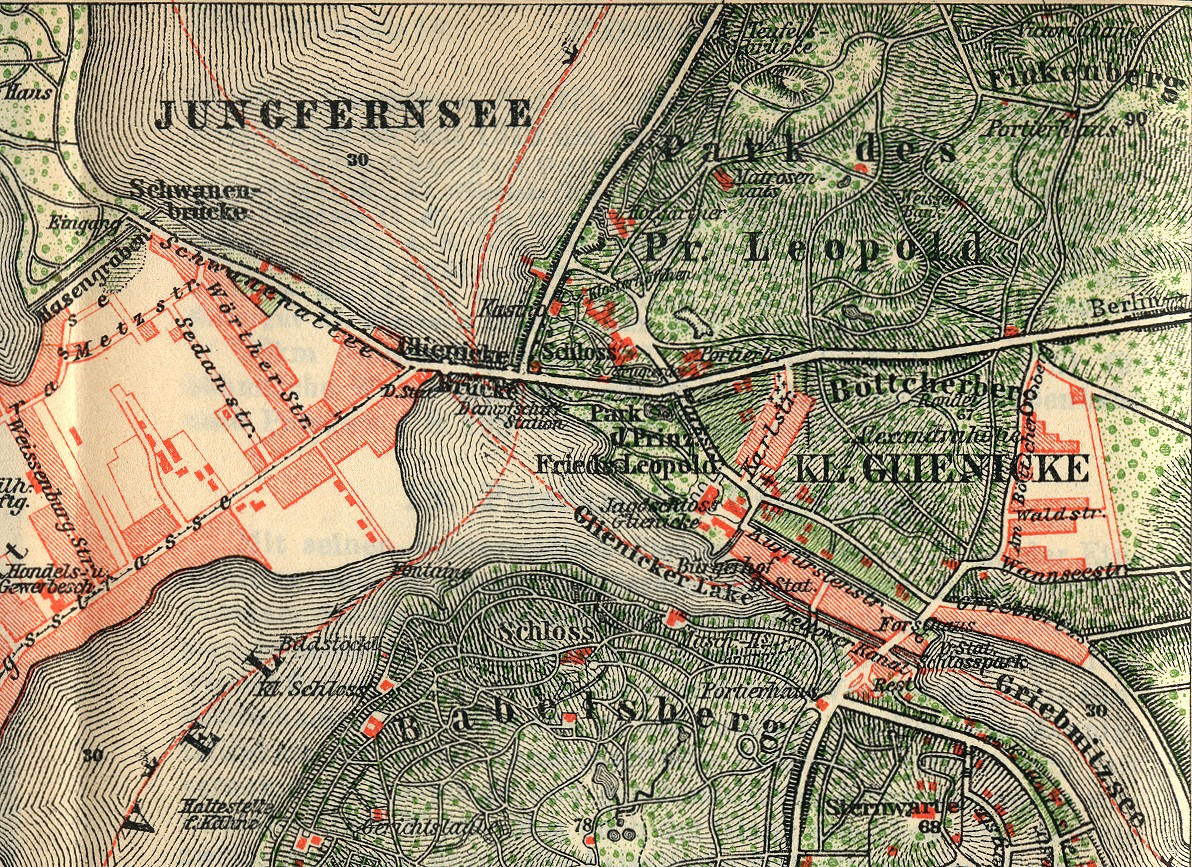
Ponte, lagos e Klein Glienicke (1921)